# Iridomyrmex innocens
Iridomyrmex innocens är en myrart som beskrevs av Auguste-Henri Forel 1907. Iridomyrmex innocens ingår i släktet Iridomyrmex och familjen myror. Inga underarter finns listade i Catalogue of Life.